# Gigabyte (bedrijf)

Logo

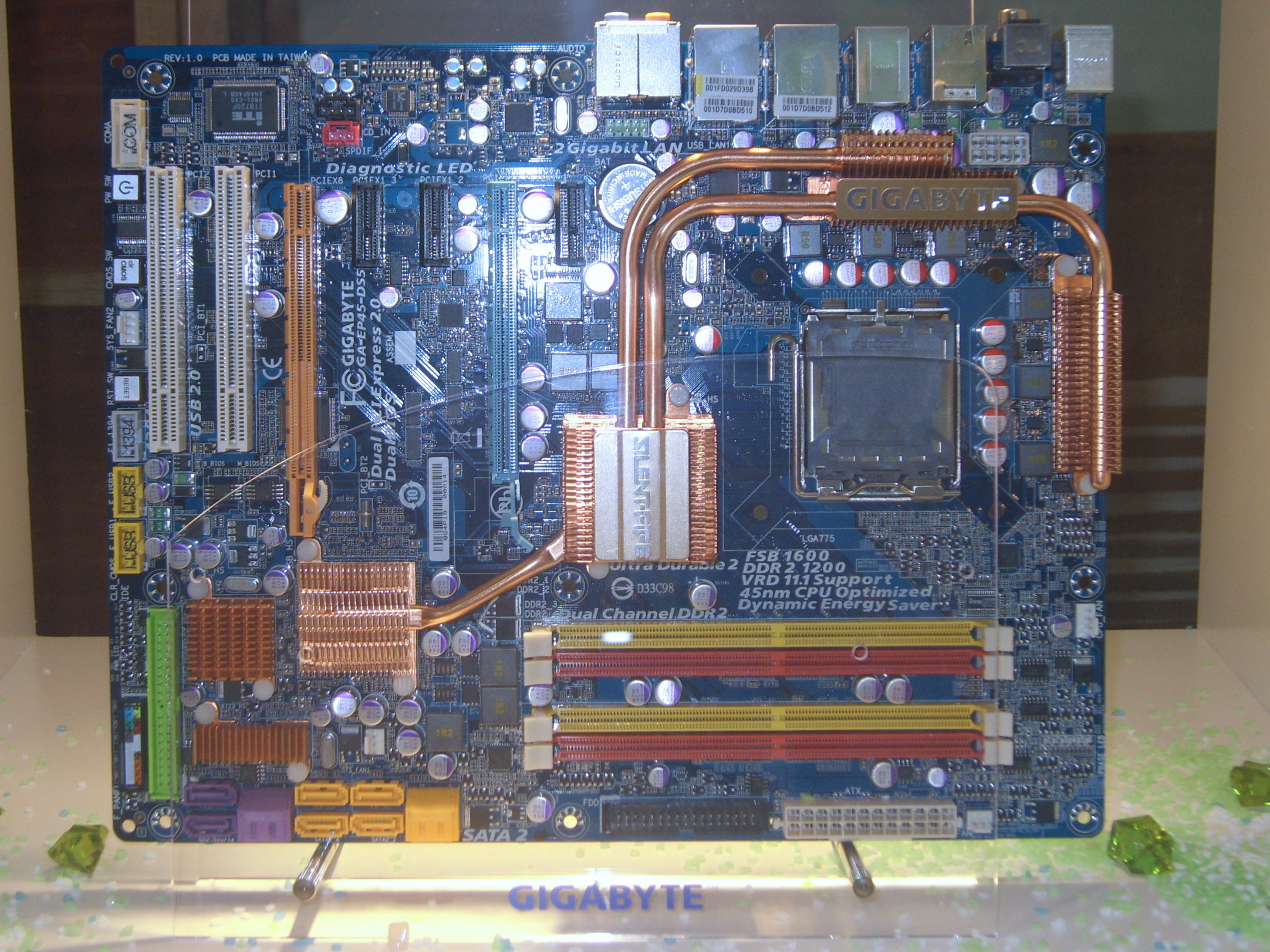
Een Gigabyte moederbord (GA-EP45-DS5)

Gigabyte (Giga-Byte Technology Co., Ltd) is een Taiwanees bedrijf van computeronderdelen.
De hoofdactiviteit van Gigabyte zijn moederborden. In het eerste kwartaal van 2015 verscheepte het bedrijf er 4,8 miljoen, waardoor het de toonaangevende leverancier van moederborden kon worden. Gigabyte produceert ook op maat gemaakte grafische kaarten en laptops (inclusief dunne en lichte laptops onder het Aero-submerk). In 2010 werd Gigabyte 17e gerangschikt in "Taiwan's Top 20 Global Brands" door de Taiwan External Trade Development Council.
Tegenwoordig worden ook netbooks en andere kleine computers geproduceerd, maar de nadruk ligt nog steeds op moederborden. Gigabyte claimt dat 1 op de 10 computers een moederbord van Gigabyte heeft.
Het bedrijf werd in 1986 opgericht en hield zich voornamelijk bezig met de productie van moederborden en grafische kaarten voor computers.
Op 8 augustus 2006 kondigde Gigabyte een joint venture aan met Asus. Gigabyte ontwikkelde in juli 2007 's werelds eerste softwaregestuurde voeding.
Gigabyte introduceerde in april 2010 een innovatieve methode om iPad en iPhone op de computer op te laden. Gigabyte lanceerde op 31 mei 2011 's werelds eerste Z68-moederbord met een on-board mSATA-aansluiting voor Intel SSD en Smart Response Technology. Op 2 april 2012 heeft Gigabyte 's werelds eerste moederbord met 60A IC's van International Rectifier uitgebracht.

## Trivia
- In 2009 werd bekend dat Google Gigabyte-moederborden gebruikt in de servers in haar datacentra.[1]